# Repeat Performance
Repeat Performance è una raccolta dei Van der Graaf Generator pubblicata nel 1980 da Charisma Records in formato LP.

## Il disco
L'album contiene i brani più famosi della band, presi dagli album usciti tra il 1969 e il 1977, più alcuni inediti.

## Tracce
1. "Afterwards"
2. "Refugees"
3. "Boat of Millions of Years"
4. "W"
5. "White Hammer"
6. "Necromancer"
7. ""The Emperor In His War Room"
  - "The Emperor"
  - "The Room"
8. "Man-Erg"

## Formazione
- Peter Hammill= Voce, chitarra, pianoforte
- Guy Evans= Batteria, basso elettrico
- David Jackson= Sassofono, flauto
- Hugh Banton= Tastiere
- Nic Potter= Basso elettrico
- Graham Smith= Violino
- Keith Ellis= Basso elettrico